# San Marino ai Giochi della XXVII Olimpiade
San Marino ha partecipato alle Giochi della XXVII Olimpiade di Sydney, svoltisi dal 15 settembre al 1º ottobre 2000, con una delegazione di 2 atleti.

## Atletica leggera
| Gara              | Atleta            | Batterie | Batterie | Semifinali | Semifinali | Finale  | Finale |
| Gara              | Atleta            | Tempo    | Pos.     | Tempo      | Pos.       | Tempo   | Pos.   |
| ----------------- | ----------------- | -------- | -------- | ---------- | ---------- | ------- | ------ |
| Maratona maschile | Gian Luigi Macina |          |          |            |            | 2h35"42 | 74     |

## Nuoto
| Gara                         | Atleta         | Batterie | Batterie | Semifinali | Semifinali | Finale | Finale |
| Gara                         | Atleta         | Tempo    | Pos.     | Tempo      | Pos.       | Tempo  | Pos.   |
| ---------------------------- | -------------- | -------- | -------- | ---------- | ---------- | ------ | ------ |
| 1500 m stile libero maschili | Diego Mularoni | 16'12"91 | 39       |            |            |        |        |